# Karl Hansen
Karl Hansen (30 de julho de 1902 — 27 de agosto de 1965) foi um ciclista norueguês. Nos Jogos Olímpicos de Verão de 1928 em Amsterdã, competiu representando a Noruega na prova de estrada (individual), terminando na 43ª posição.